# Кунео (провінція)
Провінція Кунео (італ. Provincia di Cuneo) — провінція в Італії, у регіоні П'ємонт.
Площа провінції — 6 903 км², населення — 595 104 осіб.
Столицею провінції є місто Кунео.

## Географія

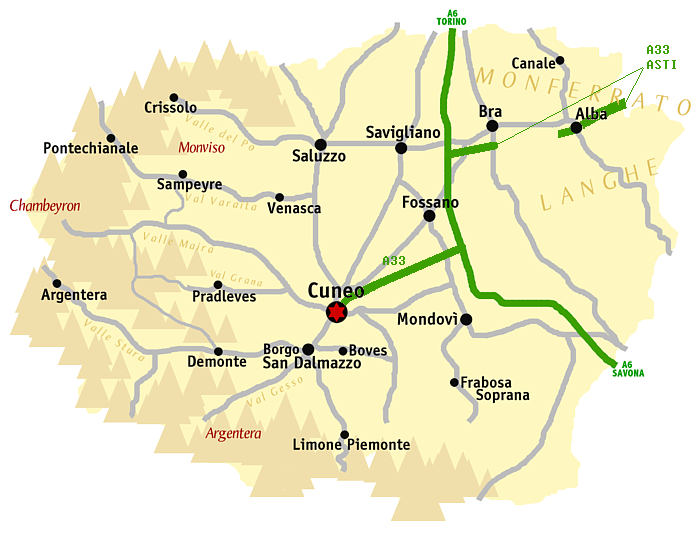
Мапа провінції

Межує на заході з Францією, на півночі з провінцією Турин, на сході з провінцією Асті, на півдні з Лігурія (провінцією Імперія і провінцією Савона).

## Основні муніципалітети
Найбільші за кількістю мешканців муніципалітети (ISTAT):
- Кунео — 55.131 осіб
- Альба — 30.830 осіб
- Бра — 29.439 осіб
- Фоссано — 24.577 осіб
- Мондові — 22.473 осіб
- Савільяно — 20.754 осіб
- Салуццо — 16.747 осіб